# Theódulo Rodrigues de Miranda
Theodulo Rodrigues de Miranda (Pilar, 18 de dezembro de 1933 - Rio de Janeiro, 17 de julho de 2002) foi um advogado e magistrado brasileiro. Foi advogado na área penal e juiz-auditor da Justica Militar Federal. Lecionou direito penal na SUESC entre os anos de 1967 e 1969. 

## Biografia
Filho de Francisco de Assis de Miranda e Luiza Rodrigues de Miranda, ambos alagoanos, seu pai era irmão mais novo de Guedes de Miranda. Graduou-se na antiga Faculdade de Direito da Universidade Federal do Rio de Janeiro (FND), em 1957, como advogado, e especializou-se em matéria penal, desenvolvendo intensa atividade profissional nos juizados criminais.
Nomeado segundo substituto de juiz-auditor em 1961, por insistência do irmão, Teócrito Rodrigues de Miranda, então juiz-auditor concursado com direito a apontar um nome para o cargo. Só tomou posse em outubro de 1967.
Em 1967, foi contratado como professor da Cadeira de Direito Penal da SUESC, onde lecionou até 1969.  

## Atuação na Justiça Militar
Foi juiz-auditor do julgamento do do ex-padre Padre Alípio de Freitas, do Partido Revolucionário dos Trabalhadores (PRT), na 2ª Auditoria da Aeronáutica da Guanabara em 1970.
Em 11 de setembro de 1970, julgou o capitão paraquedista da Aeronáutica Sérgio Ribeiro Miranda de Carvalho, quando foi cassado pelo Ato Institucional Número Cinco, após  ter denunciado os supostos planos do Brigadeiro João Paulo Penido Burnier de explodir o gasômetro que existia no Caju, o qual fornecia gás manufaturado para toda a cidade do Rio de Janeiro. Como tais planos incluiriam envolver o Esquadrão Aeroterrestre de Salvamento para executar tais ações, assim, este julgamento ficaria conhecido como o Caso PARASAR.
Também foi o juiz da única condenação de oficial das forças armadas por apropriação indevida de um bem de uma prisioneira politica durante a ditadura militar de que se tem notícia até agora. Tratava-se do fusca modelo 1968 da acusada de subversão Maria do Carmo Ibiapina Mendes. O Coronel Carlos Alberto Bravo da Camara foi condenado pelo crime de prevaricação por não ter transferido o fusca a Divisão de Informação e Segurança da Terceira Zona Aerea, já que decidira utilizar o veiculo como se seu fora.
Transferido para a Auditoria da 7a Circunscrição Judiciária Militar em janeiro de 1979, foi o primeiro Juiz-Auditor da Justiça Militar a conceder anistia a presos políticos no Brasil. No mesmo dia em que a Lei da anistia foi assinada pelo então presidente, General João Figueiredo. Por esta e outras atividades consideradas extremamente liberais para a época, acabou perdendo seu cargo na Justiça Militar em 1981. Ficou afastado por mais de dez anos até conseguir ser reintegrado judicialmente.